# Schefflera reginae
Schefflera reginae är en araliaväxtart som först beskrevs av Jean Jules Linden och W. Richards, och fick sitt nu gällande namn av David Gamman Frodin. Schefflera reginae ingår i släktet Schefflera och familjen araliaväxter.
Artens utbredningsområde är Nya Kaledonien. Inga underarter finns listade.